# Llosa de fonamentació

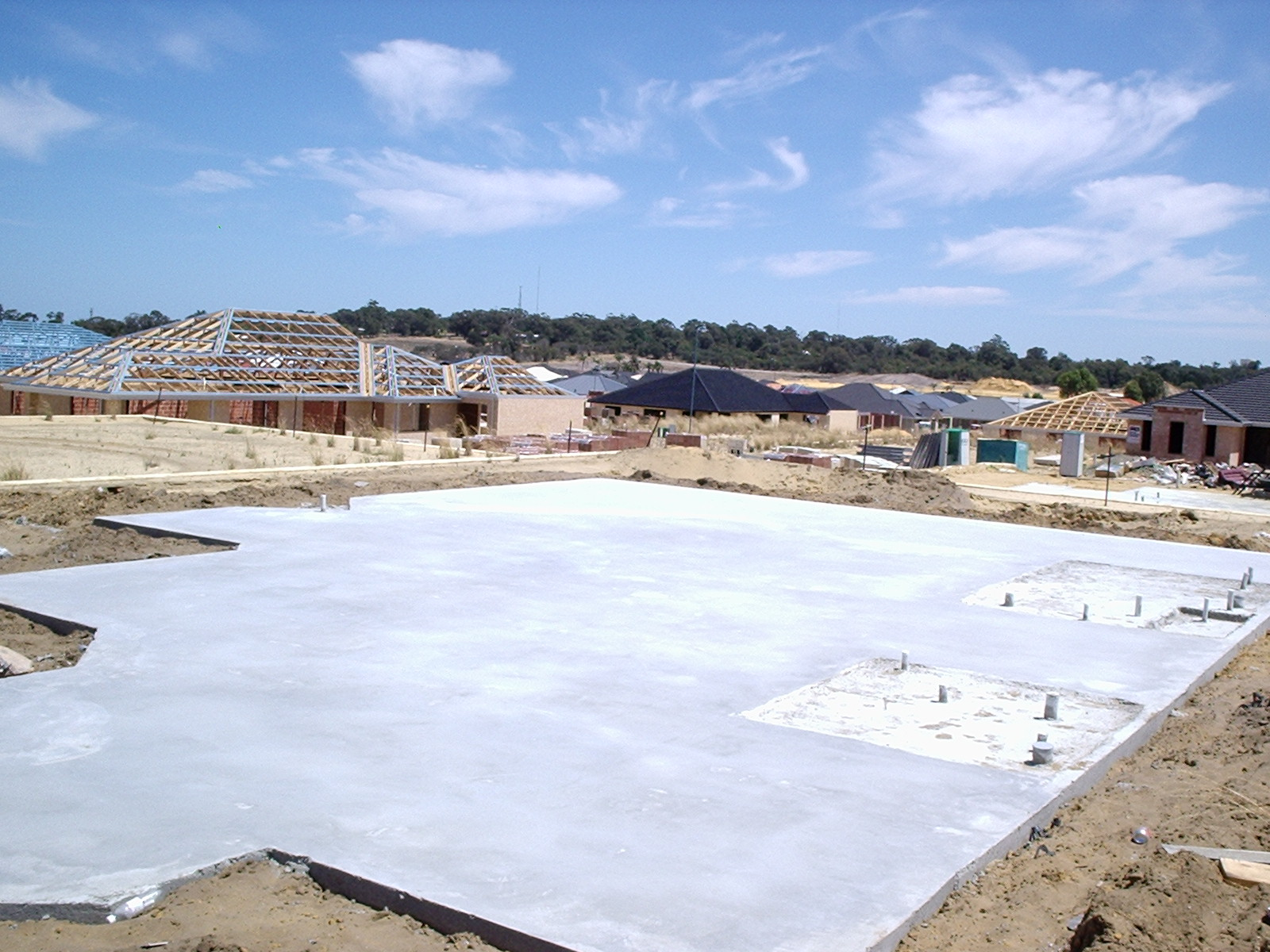
Exemple de llosa de fonamentació per a habitatge.

Una llosa de fonamentació és una placa de formigó recolzada sobre el terreny que serveix de fonamentació que reparteix el pes i les càrregues de l'edifici sobre tota la superfície de suport. Les lloses són un tipus de fonamentació superficial que té molt bon comportament en terrenys poc homogenis que amb un altre tipus de fonamentació podrien patir assentaments diferencials. També en terrenys amb molt poca capacitat portant. Les lloses més senzilles són les lloses de gruix constant, encara que també hi ha lloses nervades que són més gruixudes segons la direcció dels murs de càrrega o files de pilars. El seu càlcul és similar al d'una llosa plana de terrat invertint les adreces dels esforços i aplicant les càrregues tant axials com uniformes provinents de tot l'edifici. Les traves d'aquestes lloses s'inverteixen per quedar enterrades en el terreny i evitar obstacles a l'aprofitament de la superfície que queda llista per ocupar-se com un ferm encara que la seva superfície fins i tot és rugosa.

## Equació de govern
En essència una llosa de fonamentació es comporta com una placa que en la seva cara inferior pateix forces verticals proporcionals al mòdul de balast i l'assentament o la fletxa vertical de la llosa. Per a una llosa de gruix uniforme l'expressió és:

{\displaystyle {\frac {\partial ^{4}w}{\partial ^{4}x}}+2{\frac {\partial ^{4}w}{\partial ^{2}x\partial ^{2}y}}+{\frac {\partial ^{4}w}{\partial ^{4}y}}={\frac {q_{s}+k_{b}w}{D}}}

On:
{\displaystyle Q_{s}\,} representa la càrrega superficial, usualment concentrada sobre els pilars que donen suport sobre la placa.
{\displaystyle K_{B}\,} és el mòdul de balast, que mesura la rigidesa del terreny.
{\displaystyle D\,} és la rigidesa flexional de la llosa.
Un cop determinada la funció {\displaystyle w\,} que dona els assentaments verticals s'estimen els moments flectors en ambdues direccions:

{\displaystyle {\begin{cases}M_{xx}=-D\left({\cfrac {\partial ^{2}w}{\partial ^{2}x}}+\nu {\cfrac {\partial ^{2}w}{\partial ^{2}y}}\right)\\M_{xy}=-D(1-\nu ){\cfrac {\partial ^{2}w}{\partial x\partial y}}\\M_{yy}=-D\left({\cfrac {\partial ^{2}w}{\partial ^{2}y}}+\nu {\cfrac {\partial ^{2}w}{\partial ^{2}x}}\right)\end{cases}}}

A partir dels moments flectors es determina el gruix correcte de la llosa i les armadures necessàries per a la llosa.